# Templo de Urdaneta
El Templo de Urdaneta es uno de los templos construidos y operados por la Iglesia de Jesucristo de los Santos de los Últimos Días, ubicado en la ciudad de Urdaneta, Pangasinan, Filipinas. Los planes de construir el templo fueron anunciados el 2 de octubre de 2010 por el entonces presidente de la iglesia, Thomas S. Monson, durante la conferencia general de la iglesia. El templo es el tercero en Filipinas, después de haber sido construidos los templos de Manila y la ciudad de Cebú.
El Templo de Urdaneta fue construido con un pináculo único sobre el cual se asienta la tradicional estatua del ángel Moroni. El 16 de enero de 2019 se llevó a cabo una ceremonia de la primera palada para indicar el inicio de la construcción Está previsto que Dallin H. Oaks dedique el templo el 28 de abril de 2024. El Templo de Urdaneta es fundamental para el compromiso profundamente arraigado de la iglesia con sus prácticas espirituales.

## Historia
La primera filipina que se unió a la Iglesia de Jesucristo de los Santos de los Últimos Días, Aniceta Fajardo, fue bautizada en 1946, después de haber sido presentada a la Iglesia por militares destacados en el país durante la Segunda Guerra Mundial. Otros filipinos se unieron a la Iglesia durante las décadas de 1940 y 1950, antes que la obra proselitista comenzara en 1961.
Con la llegada de los misioneros SUD, la Iglesia tenía presencia en ocho islas principales para finales de la década de 1960. La primera estaca en Filipinas fue organizada en Manila en 1974 por Ezra Taft Benson, miembro del Cuórum de los Doce Apóstoles. El templo de Manila fue el primer templo del país, dedicado en 1984. Se construyó luego el templo de Cebú en junio de 2010 y el templo de Urdaneta es el tercero anunciado en octubre de 2010.
Las Filipinas es uno de los lugares a nivel mundial donde la iglesia trabaja en estrecha colaboración con miembros de la comunidad de muchas religiones, brindado ayuda humanitaria durante desastres naturales.

## Anuncio
El 2 de octubre de 2010, durante la conferencia general de la iglesia, Monson anunció la intención de construir un templo en la ciudad de Urdaneta, Filipinas. Otros cuatro templos fueron anunciados al mismo tiempo, el templo de Hartford y el templo de Indianápolis, ambos en Estados Unidos, el templo de Tijuana en México y el templo de Lisboa en Portugal.
El templo se ubica aproximadamente a 100 millas al norte de Metro Manila en Luzón, la isla más grande y poblada de Filipinas. El templo servirá a las 99 estacas y distritos del grupo de islas de Luzón, quienes asistian al Templo de Manila.
La ceremonia de la primera palada, que marcó el inicio de la construcción, se llevó a cabo el 16 de enero de 2019, presidida por Jeffrey R. Holland. Al evento asistieron devotos de la iglesia local y líderes civiles comunitarios. Durante la construcción se enfrentaron varios desafíos, incluido el terreno pantanoso del sitio del templo, lo que dificultó el establecimiento de una base sólida.

## Diseño
La arquitectura del Templo de Urdaneta Filipinas refleja tanto la herencia cultural de la ciudad de Urdaneta como el significado espiritual para los devotos de la iglesia restauracionista.
El templo se encuentra en un terreno de 32 acres y el edificio fue construido con hormigón y granito. El edificio presenta una base rectangular con esquinas redondeadas, ventanas largas y verticales y una aguja con una estatua del ángel Moroni. Son detalles inspirados en los edificios coloniales españoles en las Filipinas. Las esquinas del templo son adornados con motivos florales de sampaguita, rindiendo homenaje a la influencia asiática de la localidad. 
Cada salón de un templo está diseñada para crear una atmósfera espiritualmente edificante para sus patronos. El diseño del templo incluye dos salones de instrucción utilizadas para la investidura, tres salas de sellamiento matrimonial y un baptisterio, cada uno diseñado específicamente para realizar rituales específicos para los devotos de la iglesia.
Incorporados en el diseño hay elementos simbólicos que representan principios importantes de la doctrina restauracionista de la iglesia, que brindan un significado espiritual más profundo a la apariencia y función del templo. El simbolismo es un tema importante en la construcción de los templos SUD. Por ejemplo, la estatua revestida de oro del ángel Moroni que se encuentra en lo alto del templo simboliza una proclamación al mundo de que la Iglesia de Jesucristo está restablecida en estos últimos días y continúa siendo restaurada en su plenitud mediante revelación profética.
El paisaje alrededor del templo presenta seis acacias, así como varias palmeras y arbustos.

## Construcción
El exterior del edificio es de granito de arena dorada procedente de China. El interior del templo cuenta con baldosas doradas color miel pulidas provenientes de Israel y Palestina. Las alfombras de la entrada son de lana provenientes de Nueva Zelanda, fabricadas e instaladas en Cartersville (Georgia). La moqueta de los salones del templo procede de Estados Unidos, mientras que las alfombras de lana tallada color crema en el salón celestial y los salnoes de sellamiento matrimonial son de Tailandia.
El baptisterio contiene mosaico azul y verde procedente de Italia e instalado por una empresa con sede en Manila. Los bueyes que sostienen la pila bautismal fueron pintados de fibra de vidrio. Las lámparas y vidrio esmeraldo proviene de Hong Kong. Las puertas y la carpintería de todo el templo están hechas de caoba africana teñida, fabricada en las Filipinas. La mayor parte del mobiliario del templo, incluyendo las sillas estilo teatro en las salas de instrucción provienen, de la ciudad Ho Chi Minh, Vietnam.
La construcción del templo duró 13 años y seis meses desde su anuncio hasta su dedicación, uno de los templos SUD que más tiempo duró para completar su construcción. El templo de Salt Lake City es el que más demoró en su construcción, cuarenta y cinco años, por razones políticas, la guerra de Utah y de tecnología. El Templo de Los Ángeles (California) demoró 19 años en su construcción por retrasos debido a la Segunda Guerra Mundial y deliberaciones municipales. En tercer lugar la demora del templo de Bogotá que por quince años enfrentó discrepancias de zonificación y permisología municipal seguido por el templo de Manti que dilató 12 años principalmente por retardos tecnológicos. El templo de Kiev también demoró 12 años por retrasos en los trámites de permisología y codificación. Diez años duraron la construcción del templo de Roma y el templo de Fortaleza por trámites municipales que conllevaron a rediseñar sus arquitecturas.